# Pleioluma
Pleioluma is een geslacht uit de familie Sapotaceae. De soorten komen voor van de Nicobaren tot in Nieuw-Caledonië en Noord- en Oost-Australië.

## Soorten
- Pleioluma acutifolia Swenson & Munzinger
- Pleioluma azou (P.Royen) Swenson & Munzinger
- Pleioluma balansana (Pierre ex Baill.) Swenson & Munzinger
- Pleioluma baueri (Montrouz.) Swenson & Munzinger
- Pleioluma belepensis Swenson & Munzinger
- Pleioluma brownlessiana (F.Muell.) Swenson & Munzinger
- Pleioluma butinii Swenson & Munzinger
- Pleioluma crebrifolia (Baill.) Swenson & Munzinger
- Pleioluma densinervia (K.Krause) Swenson
- Pleioluma dies-reginae (P.Royen) Swenson
- Pleioluma dioica Swenson & Munzinger
- Pleioluma ferruginea Jessup
- Pleioluma firma (Miq.) Swenson
- Pleioluma foxworthyi (Elmer) Swenson
- Pleioluma gillisonii (Vink) Swenson
- Pleioluma krausei (H.J.Lam) Swenson
- Pleioluma lamprophylla (K.Krause) Swenson
- Pleioluma lanatifolia (P.Royen) Swenson
- Pleioluma lasiantha (Baill.) Swenson & Munzinger
- Pleioluma laurifolia (A.Rich.) Swenson
- Pleioluma ledermannii (K.Krause) Swenson
- Pleioluma longipetiolata (Aubrév.) Swenson & Munzinger
- Pleioluma lucens (P.Royen) Swenson & Munzinger
- Pleioluma macrocarpa (P.Royen) Swenson
- Pleioluma macropoda (H.J.Lam) Swenson
- Pleioluma moluccana (Burck) Swenson
- Pleioluma monticola (K.Krause) Swenson
- Pleioluma novocaledonica (Dubard) Swenson & Munzinger
- Pleioluma papyracea (P.Royen) Swenson
- Pleioluma pilosa Jessup
- Pleioluma queenslandica (P.Royen) Swenson
- Pleioluma rigidifolia (K.Krause) Swenson
- Pleioluma rubicunda (Pierre ex Baill.) Swenson & Munzinger
- Pleioluma sebertii (Pancher) Swenson & Munzinger
- Pleioluma singuliflora (C.T.White & W.D.Francis) Swenson
- Pleioluma tchingouensis Swenson & Munzinger
- Pleioluma tenuipedicellata Swenson & Munzinger
- Pleioluma vieillardii (Baill.) Swenson & Munzinger
- Pleioluma wandae (Vink) Swenson
- Pleioluma xerocarpa (F.Muell. ex Benth.) Swenson

## Synoniemen
- Beccariella Pierre